# Al-Ma'ida
Ne doit pas être confondu avec Table gardée.
La Table
Pour les articles homonymes, voir La Table (homonymie).
Cet article possède un paronyme, voir Almeida (homonymie).
Al-Ma’ida (arabe : سُورَةُ ٱلْمَائِدَةِ, Sūratu-l-Mā'idah, « La Table » ou « La Table servie ») est le nom traditionnellement donné à la 5e sourate du Coran, le livre sacré de l'islam. Elle comporte 120 versets. Rédigée en arabe comme l'ensemble de l'œuvre religieuse, elle fut proclamée, selon la tradition musulmane, durant la période médinoise. 

## Origine du nom
Bien que le titre ne fasse pas directement partie du texte coranique, la tradition musulmane a donné comme nom à cette sourate La table, mais est elle aussi parfois appelée « Les Obligations ».
Les principaux thèmes de cette sourate sont les missions d'Îsâ (Jésus de Nazareth) et de Moïse (Moussa) ainsi que l'affirmation selon laquelle leurs messages sont faussés par les non-croyants juifs et chrétiens. C'est dans cette sourate qu'est racontée l'histoire de la table servie accordée par Allah à 'Īsā pour prouver la prophétie de celui-ci.

## Historique
Il n'existe à ce jour pas de sources ou documents historiques permettant de s'assurer de l'ordre chronologique des sourates du Coran. Néanmoins selon une chronologie musulmane attribuée à Ǧaʿfar al-Ṣādiq (VIIIe siècle) et largement diffusée en 1924 sous l’autorité d’al-Azhar,, cette sourate occupe la 112e place. Elle aurait été proclamée pendant la période médinoise, c'est-à-dire schématiquement durant la seconde partie de la vie de Mahomet, après avoir quitté La Mecque. Contestée dès le XIXe par des recherches universitaires, cette chronologie a été revue par Nöldeke,, pour qui cette sourate est la 114e.
Cette sourate est composée de différents passages évoquant tant des considérations rituelles que des polémiques antijuives et antichrétiennes. Des chercheurs ont récemment essayé de prouver une unité littéraire à cette sourate. C’est le cas de Robinson et de Cuypers (11 sections pour le premier, 6 pour le second). Reynolds souligne que la différence entre les deux structures ainsi mises au jour suggérerait que « la méthode employée pour trouver les structures prédétermine les structures trouvées ». La répartition des réfutations faites aux chrétiens semblent ainsi éparpillées dans les différentes sections... Ainsi, l’auteur voit davantage cette sourate comme une suite de logia connaissant un « processus de composition littéraire qui a impliqué l’insertion [...] de certaines formules ».
Bell avait essayé de relier les éléments de cette sourate à différents épisodes de la vie de Mahomet. Elle se serait construite par un processus d’altération et d’additions,. Néanmoins, pour Reynolds, plusieurs éléments, au sein de cette sourate, ne cadrent pas avec la biographie de Mahomet. Ainsi, des passages comme celui autour de la « table » montrerent une grande proximité avec le christianisme et prouvent l’existence d’un groupe important dans le milieu où cette sourate a été proclamée. Cuypers et Comerro ont inscrit cette sourate dans un contexte d’Alliance. Pour ces auteurs, une nouvelle alliance est proclamée, ce qui permet la réfutation du judaïsme et du christianisme.

## Interprétations

### Verset 32: quiconque tuerait une personne…
Pour Cuypers, « Ici (5:32), il s’agit d’un texte de la Mishna Sanh 4:5, repris presque littéralement : « C’est pourquoi un seul homme a été créé dans le monde pour enseigner que si quelqu’un a causé la perte d’une seule âme d’Israël, l’Écriture le lui impute comme s’il avait causé la perte d’un monde entier, et si quelqu’un sauve la vie d’une seule âme d’Israël, l’Écriture le lui impute comme s’il avait sauvé la vie d’un monde entier » ». Pour l'auteur, le « verbe katabnā (كتبنا, nous avons écrit) introduit une citation de la Bible ». Pour Joseph Witztum (cité par Reynolds), ce verset comme ceux qui précédent, racontant l'histoire de Caïn, « est plus proche des récits chrétiens syriaques de l'histoire de Genèse que celle trouvé dans les sources juives ».
Cuypers relève que le Coran ajoute une exception non présente dans le texte rabbinique. Le verset coranique parle de personnes « non coupable d’un meurtre ou d’une corruption sur la terre ». Pregill, remarque, ironiquement, que « c'est exactement ce que les juifs sont censés être coupables ici et ailleurs ». En effet, ils sont à plusieurs reprises accusés d'être coupable de meurtres, comme celui des prophètes. De même, ce verset évoque l'idée de « corruption sur terre », concept qui a évolué dans la doctrine islamique. « Selon l’interprétation doctrinale iranienne, cette forme de la corruption “constitue tout acte troublant, de façon grave, l’ordre religieux ou moral dans ses aspects divers” » y incluant les désordres moraux, politiques, sociaux, économiques… Plus largement encore, selon certains savants musulmans, « “Une croyance ou un dogme erroné”, c’est la “corruption sur terre” ».
Cuypers repère à l'intérieur du verset un jeu de parallélisme entre Comme s'il avait tué et Comme s'il faisait vivre. Néanmoins, plus largement, ce verset s'inscrit dans un ensemble composé des versets 27 à 40 et prépare le verset suivant : « La récompense de ceux qui font la guerre contre Dieu et Son messager, et qui s’efforcent de semer la corruption sur la terre, c’est qu’ils soient tués, ou crucifiés, ou que soient coupées leur main et leur jambe opposées, ou qu’ils soient expulsés du pays. Ce sera pour eux l’ignominie ici-bas ; et dans l’au-delà, il y aura pour eux un énorme châtiment » (Coran 5:33). Le verset central de cette séquence (verset le plus important selon les règles de la rhétorique sémitique) est le verset 35 : « ش les croyants ! Craignez Dieu, cherchez le moyen de vous rapprocher de Lui et luttez pour Sa cause. Peut-être serez-vous de ceux qui réussissent ! » (Coran 5:35).
À l'inverse du texte rabbinique, le texte coranique ne se limite pas aux « enfants d'Israël ». Zellentin relève que la Mishna de Jérusalem dit sanhédrin ne possède pas de limitation aux enfants d'« Israël » à la différence du Talmud babylonien. Pour Reynolds, ce verset peut être interprété à la lumière d’une discussion présente dans la Mishna et s’inscrit dans le contexte adamique du premier homme créé « seul et unique ». Ce verset « doit être relié à la polémique antijuive : le décret « quiconque tue une seule âme...» ne s’applique qu’aux israélites. ».

### Versets 109-120: la table garnie
Pour Cuypers, ce passage est composé de trois parties présentant des moments de la vie de Jésus : l'enfance et la vie publique, la promesse de nourriture céleste et le jugement de Jésus par Dieu. Certains mots de ce passage proviennent de l’éthiopien et la première partie est composée d'épisodes présents dans les apocryphes : Vie de Jésus en arabe et l’Histoire de l’enfance de Jésus.
Certains auteurs associent la promesse de nourriture céleste à la vision de Pierre dans les Actes des Apôtres ou à la multiplication des pains. Cuypers critique ces associations. Il voit dans cette promesse une allusion à la Cène mais surtout au "Discours du pain de Vie". La mention d'une table descendant du ciel est, pour lui, une référence au psaume 78 (verset 19). Pour Zellentin, cette table renvoie à des traditions rabbiniques et syriaques.
En présentant la table comme une « fête pour toutes les générations », le Coran fait un lien avec l’Eucharistie, présent dans Jean 6. « Toutefois, tandis que, pour les chrétiens, l’Eucharistie est le don de Jésus à ses adeptes, la « table » du Coran est simplement un signe que Dieu produit pour donner raison à un prophète. ».
Les auteurs ont spéculé sur le verset 109 et sur la « compréhension confuse que Muhammad aurait pu avoir de la Trinité » pour y voir l’existence d’une secte chrétienne particulière. Pour Reynolds, il n’y a pas de raison de spéculer sur une telle existence. Pour lui, cette accusation est une exagération délibérée, du même ordre de l’accusation coranique portée contre les chrétiens et les juifs de diviniser leur clergé.
Pour Cuypers, « la sourate al-Māʾida, […] se présente comme un texte testament qui clôt la prédication mohammadienne. » par le discours de Jésus dans l'Au-delà. Selon Dye, ce passage est écrit dans une optique "antichrétienne". Le verset 116 a pu être perçu comme l'illustration d'une méconnaissance du christianisme. Pour Dye, il s'agit d'une "réduction à l'absurde", proche des polémiques nestoriennes contre le titre marial de « mère de Dieu ».

Texte de la sourate (Coran datant de 1874)
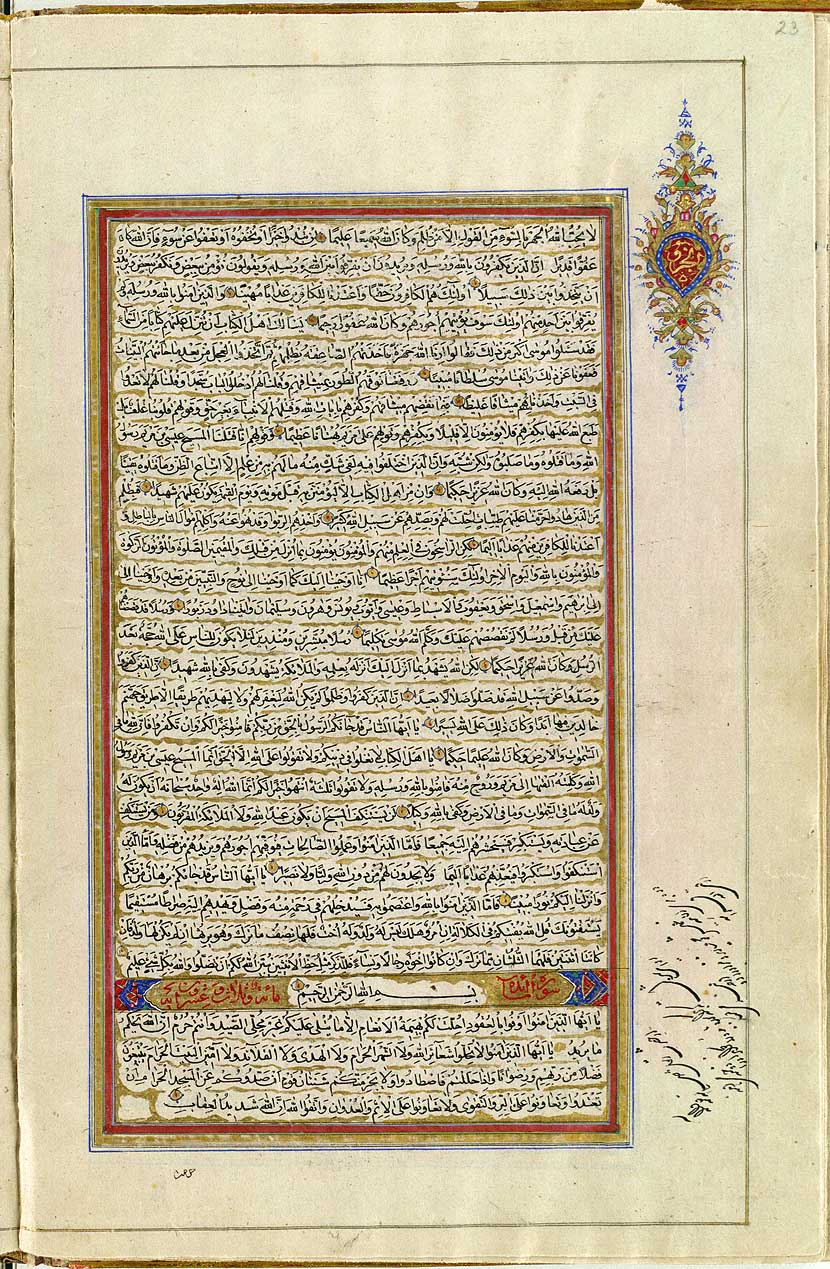
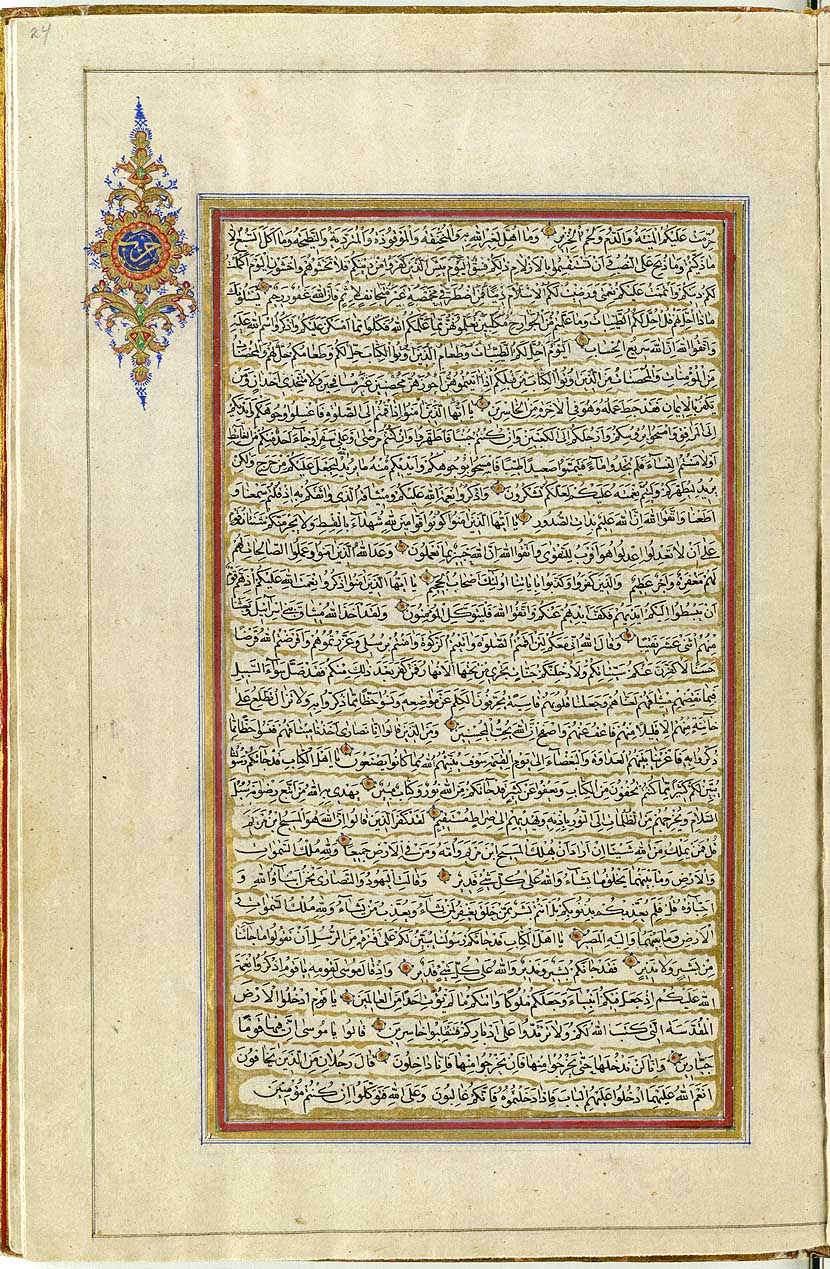
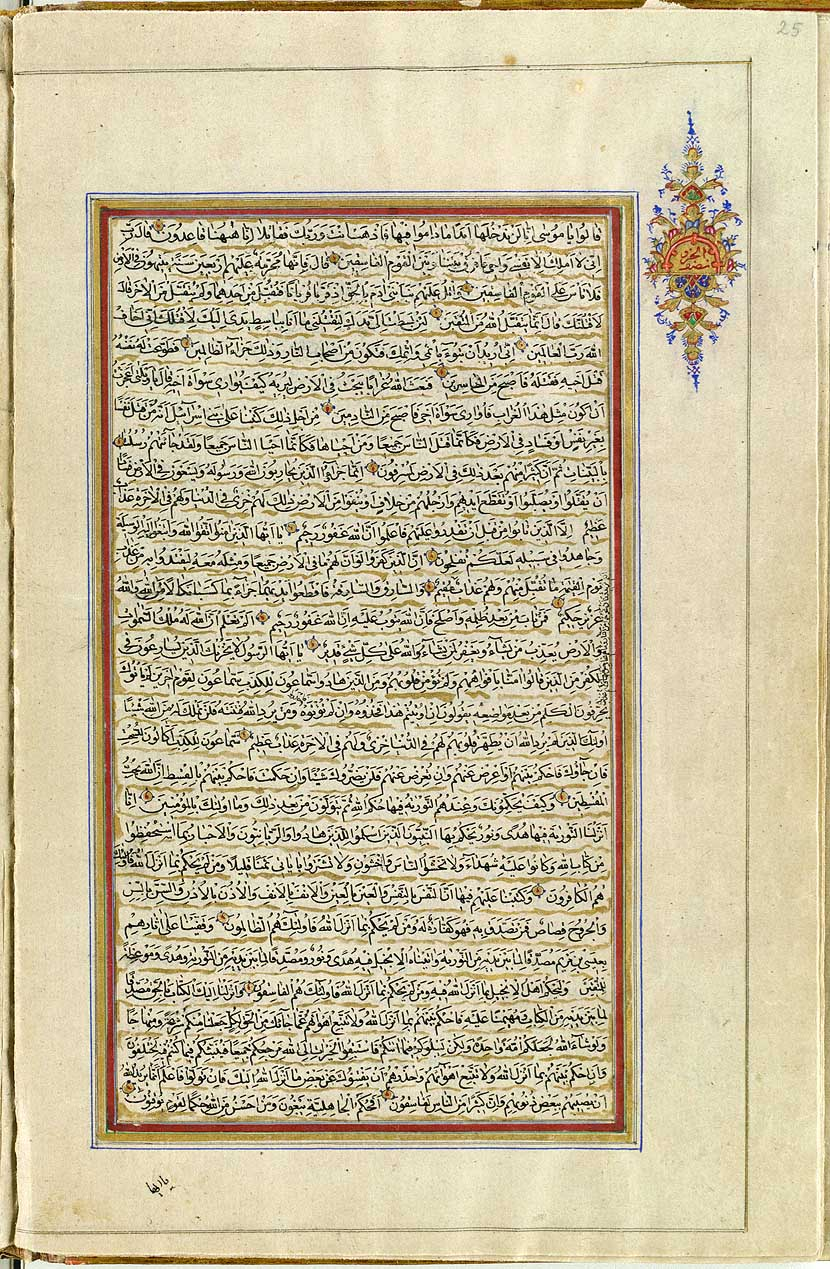
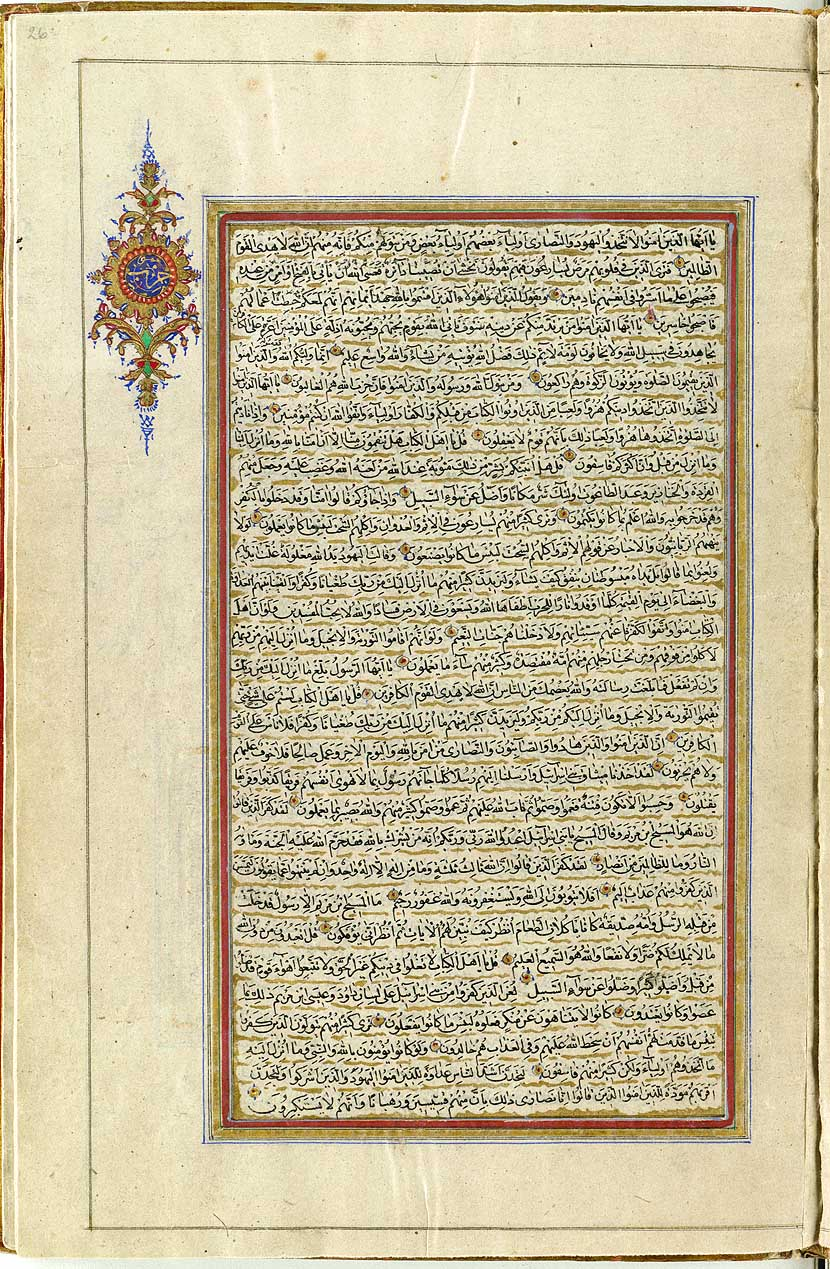
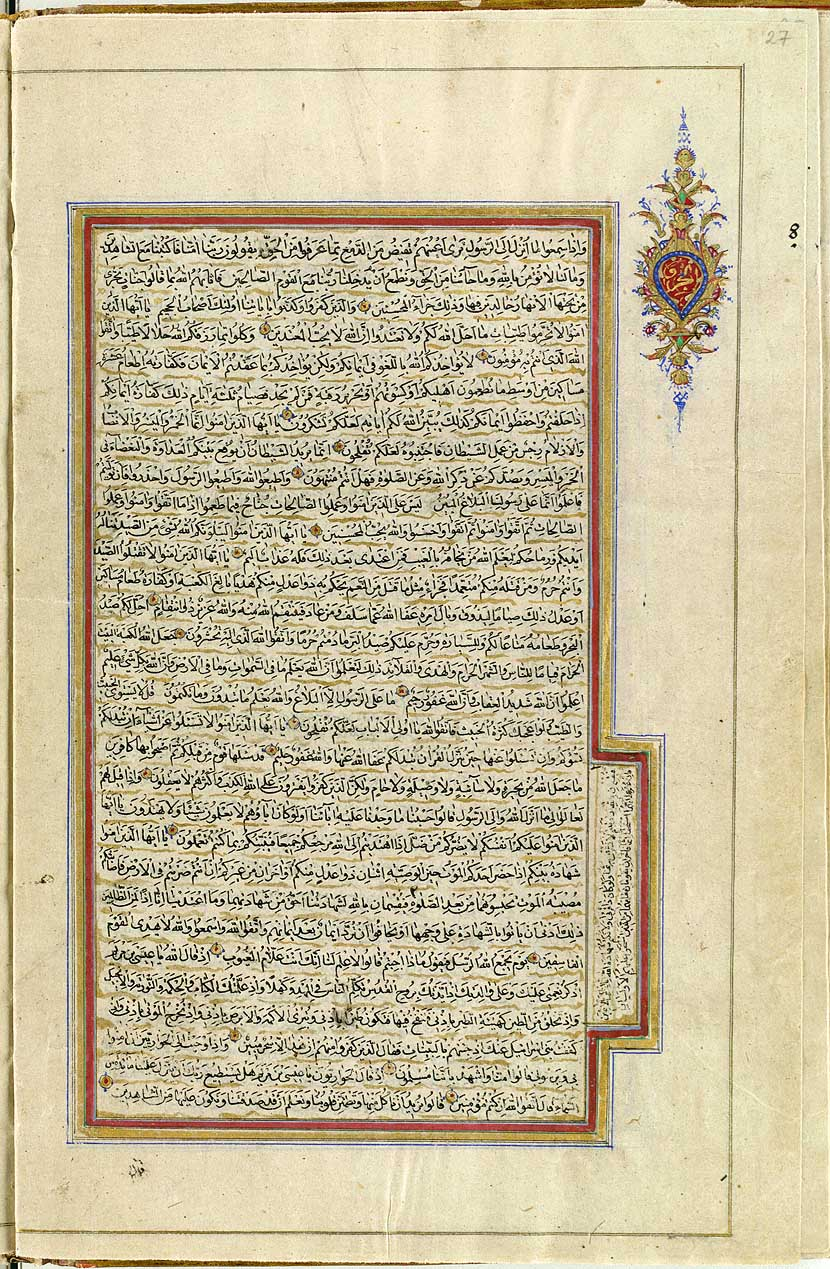
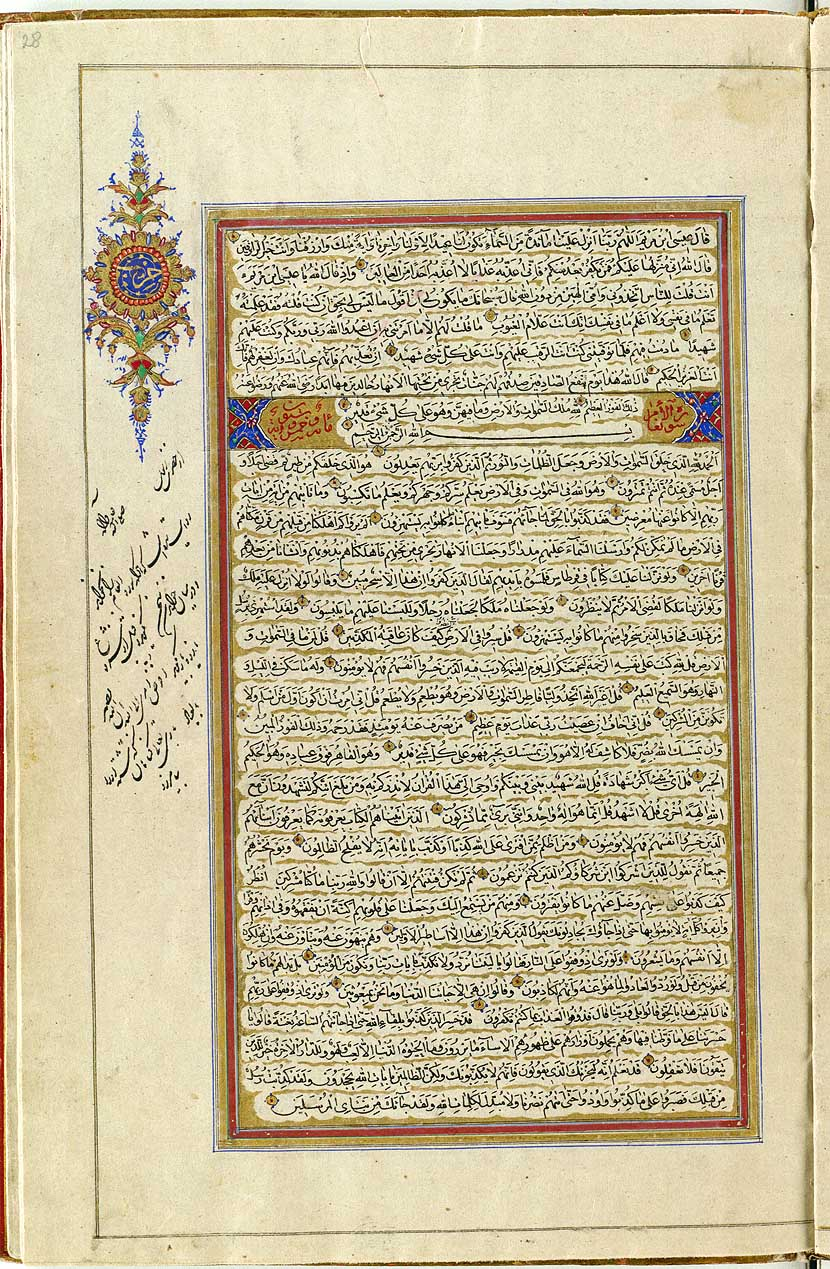